# 예천 개심사지 오층석탑
예천 개심사지 오층석탑(醴泉 開心寺址 五層石塔)은 대한민국 경상북도 예천군 개심사지에 있는 고려시대의 오층석탑이다. 대한민국의 보물 제53호로 지정되어 있다.
고려 현종(顯宗) 1년(1010년)에 건립한 고려 중기를 대표하는 탑파로서 신라식을 계승하고 있다. 하층 기단은 지대석과 중석이 하나씩인 네 개의 돌로 되어 있고, 각면에는 안상(眼象) 속에 십이지상(十二支像)을 조각했으며 상층 기단에는 각면에 탱주 한 개를 두고 팔부신장(八部神將)을 조각했다. 처마가 길게 뻗어 고려의 특색을 잘 보여준다.

## 개요
고려 전기에 창건된 개심사에 있던 탑이었으나, 절터의 흔적은 찾아볼 수 없고, 현재는 논 한가운데에 서 있다.
탑은 2단의 기단(基壇) 위에 5층의 탑신(塔身)을 세운 모습이다. 아래층 기단은 4면마다 둥근 테두리 선을 새기고 그 안에 머리는 짐승, 몸은 사람인 12지신상(十二支神像)을 차례로 조각하였다. 위층 기단은 4면의 가운데에 기둥 모양을 새겨 면을 나눈 다음 그 안에 팔부중상(八部衆像)을 새겨 놓았다. 팔부중상은 불법을 지키는 여덟 신의 모습을 새겨놓은 것으로, 통일신라와 고려에 걸쳐 석탑의 기단에 많이 나타난다.
기단의 맨 윗돌은 그 윗면에 몸돌을 받치기 위한 연꽃무늬의 괴임돌을 놓았는데, 이것은 고려시대 석탑양식의 한 특징이다. 사리나 법경을 봉안하는 탑신부는 몸돌과 지붕돌이 한 돌로 되어 있다. 1층 몸돌에는 문고리 모양을 조각하고 그 좌우에 인왕상(仁王像)을 새겨 두었다. 지붕돌은 밑면에 모두 4단씩의 받침을 깎아두었으며, 네 귀퉁이에서 살짝 들려있어 탑 전체에 경쾌함을 실어 준다.
기단에 남겨진 기록을 통해 고려 현종 원년(1010)에 세워진 탑임을 알 수 있다. 전체적으로 체감률이 매우 온화하여 좋은 비례를 보여주는 아름다운 탑이다.

## 참고 문헌
- 예천 개심사지 오층석탑 - 국가유산청 국가유산포털
- 이 문서에는 다음커뮤니케이션(현 카카오)에서 GFDL 또는 CC-SA 라이선스로 배포한 글로벌 세계대백과사전의 내용을 기초로 작성된 글이 포함되어 있습니다.